# Vilho Penttilä
Vilho Penttilä (né le 6 octobre 1868 à Suursaari – mort le 12 février 1918 à Kauniainen) est un architecte finlandais.

## Biographie
Vilho Penttilä a conçu des bâtiments de style jugend à Helsinki de 1895 à 1907 dans le cabinet Nyström-Petrelius-Penttilä.
Le plus célèbre est l' Immeuble Koitto.

## Ouvrages

### Helsinki
- Oikokatu 9, 1905
- Vuorikatu 17, 1911
- "Wilkmanin talo", Liisankatu 16, 1904
- Kalevankatu 11, 1908
- Raittiusseura Koiton talo, Simonkatu 8 - Yrjönkatu 31, 1907
- "Luotsiola", Luotsikatu 12, 1911
- Engelinaukio 5, 1911
- Merikatu 43-45, 1913
- Ehrensvärdintie 5, 1911
- Rehbinderintie 4 - Armfeltintie 11, 1912
- Linnankatu 5, 1906
- Pietarinkatu 10, 1908
- Rehbinderintie 16 - Ehrensvärdintie 27-29, 1913
- Merikatu 37-39, 1912
- Speranskintie 2-4 - Merikatu 47, 1913
- Armfeltintie 7-9,, 1912
- Chydeniuksentie 4-6, 1912
- "Eira", Rehbinderintie 11 - Armfeltintie 16
- Immeuble Koitto, 1907

### Autres villes
- La banque nationale du commerce, Viipuri
- Salle municipale (fi), Hollola
- Maison de vente en gros de Kotka, Kotka
- Chapelle du Saint-Cœur, Helsinki

## Galerie

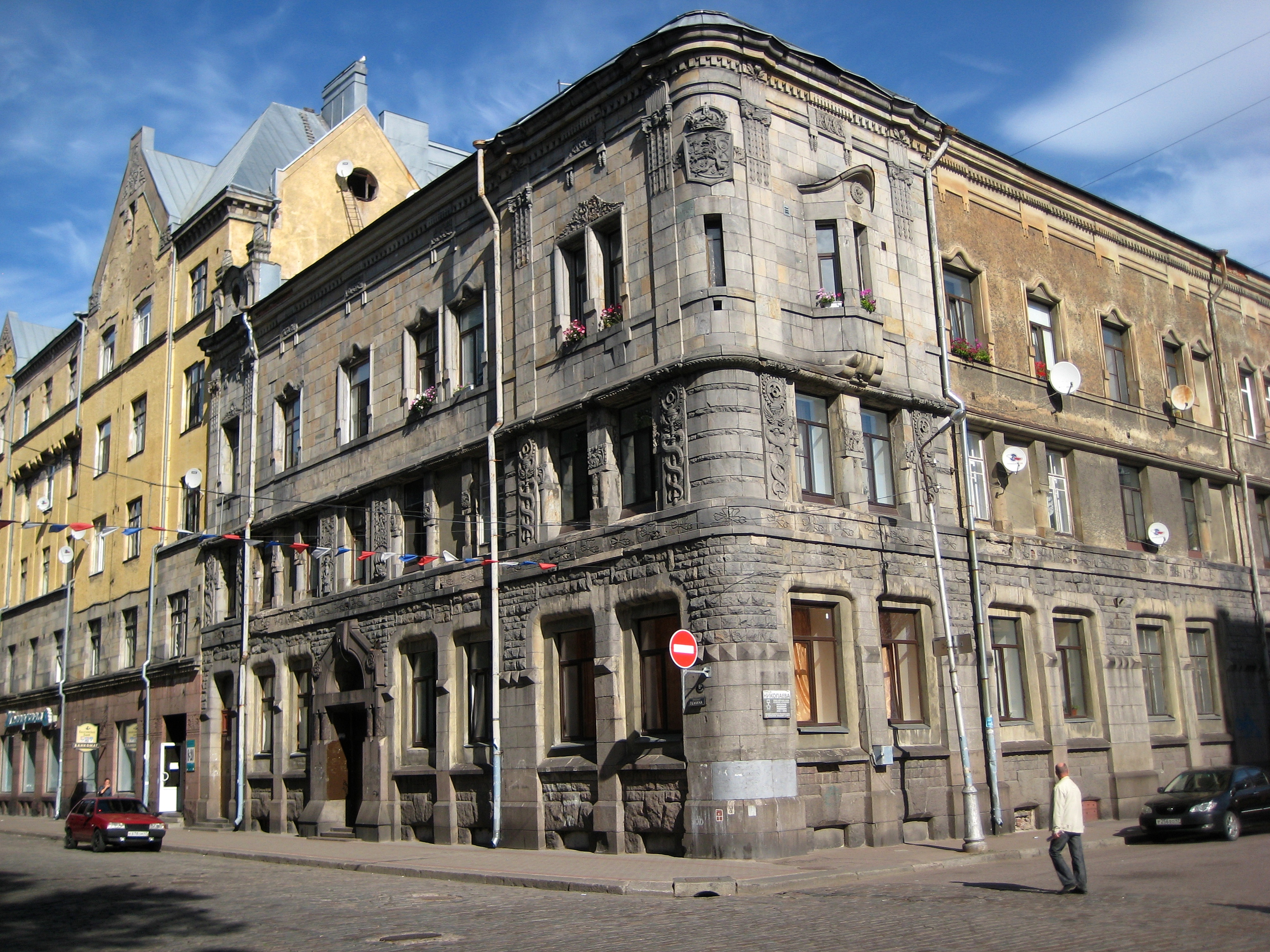
La banque nationale du commerce, Viipuri
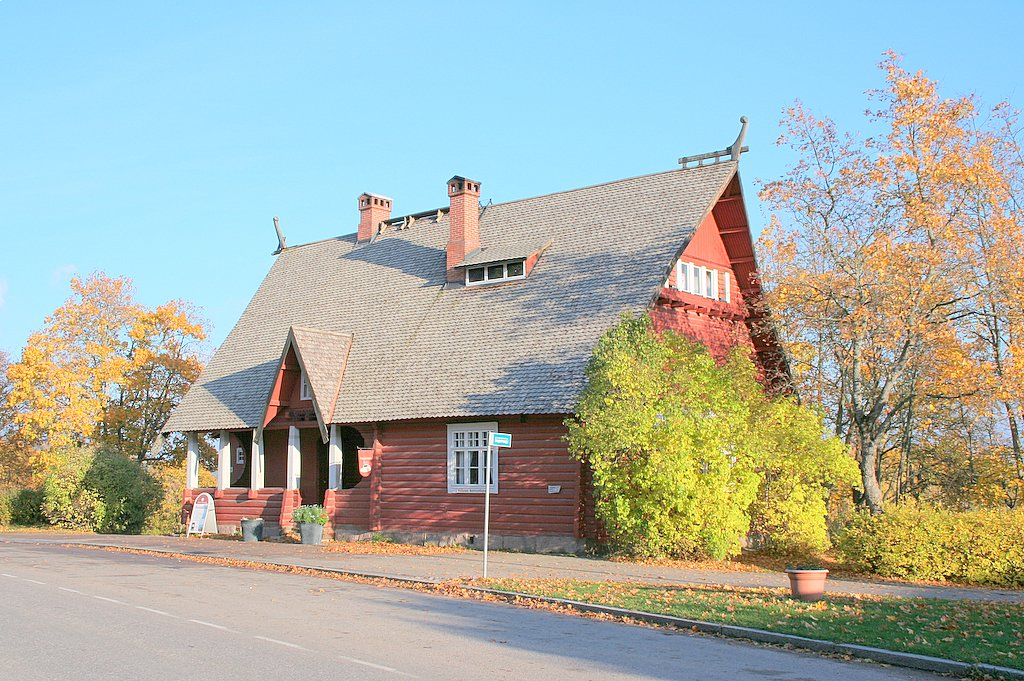
Salle municipale d'Hollola (fi)
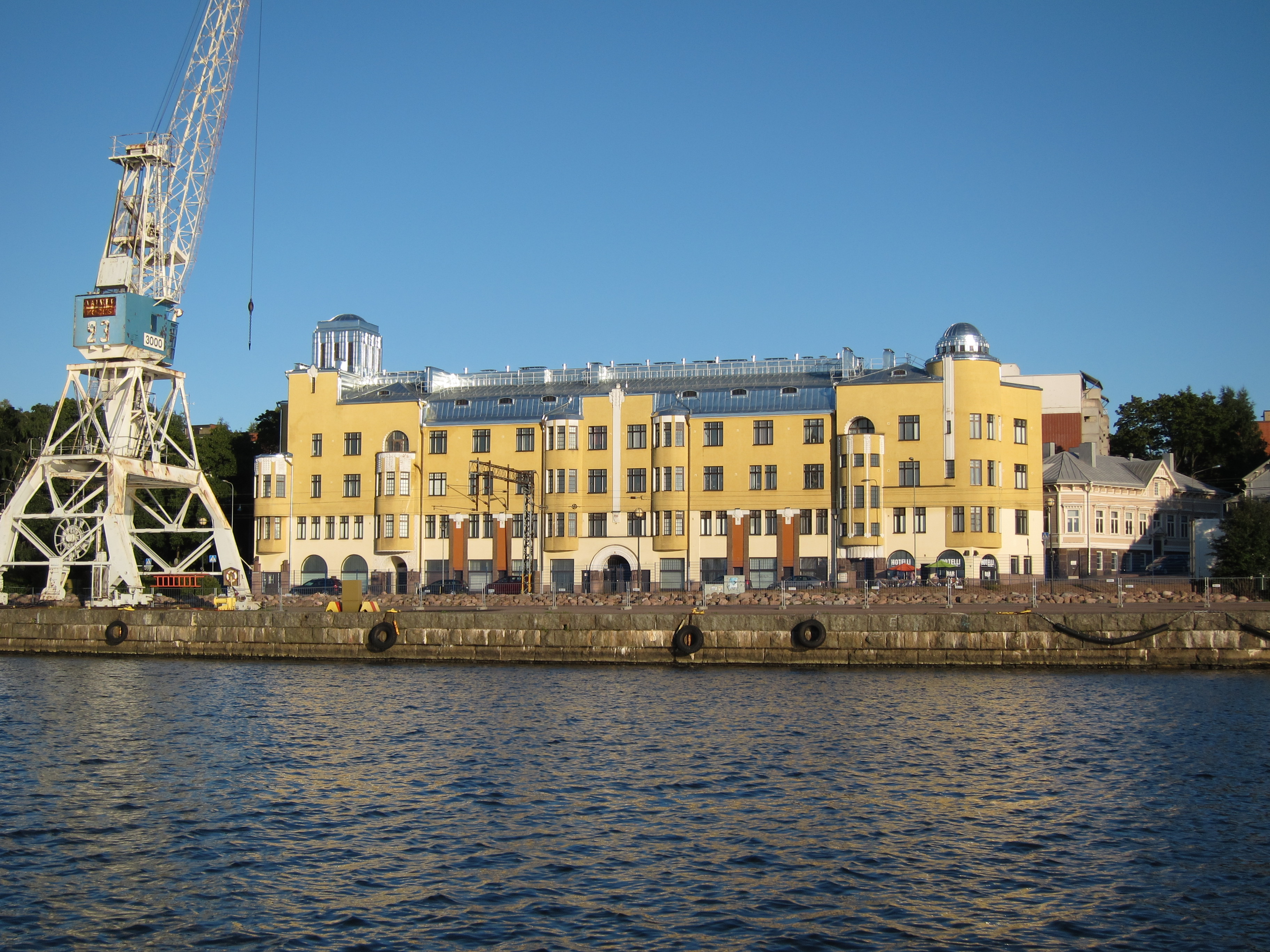
Maison de vente en gros de Kotka
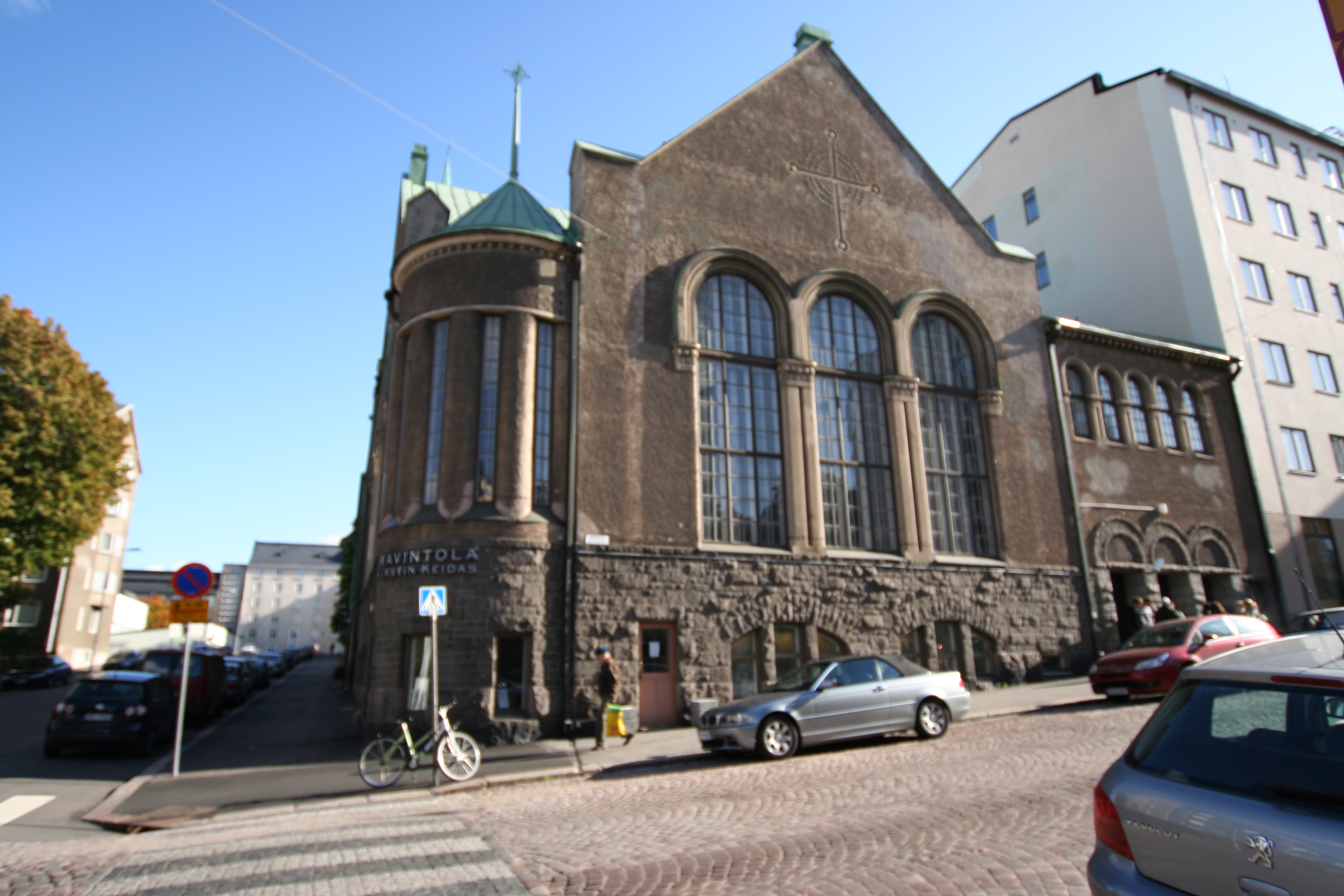
Chapelle du Saint-Cœur, Helsinki
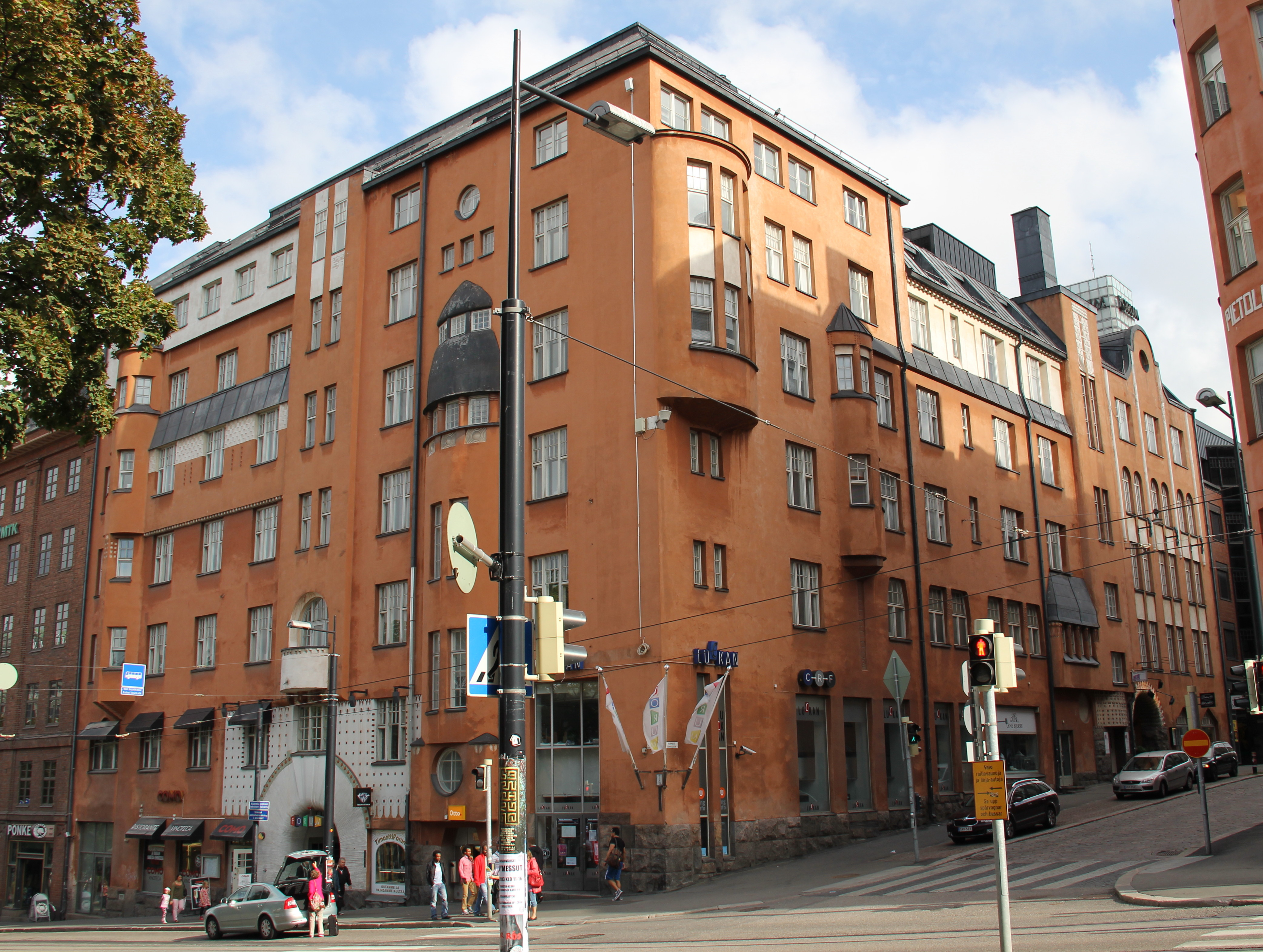
Immeuble Koitto
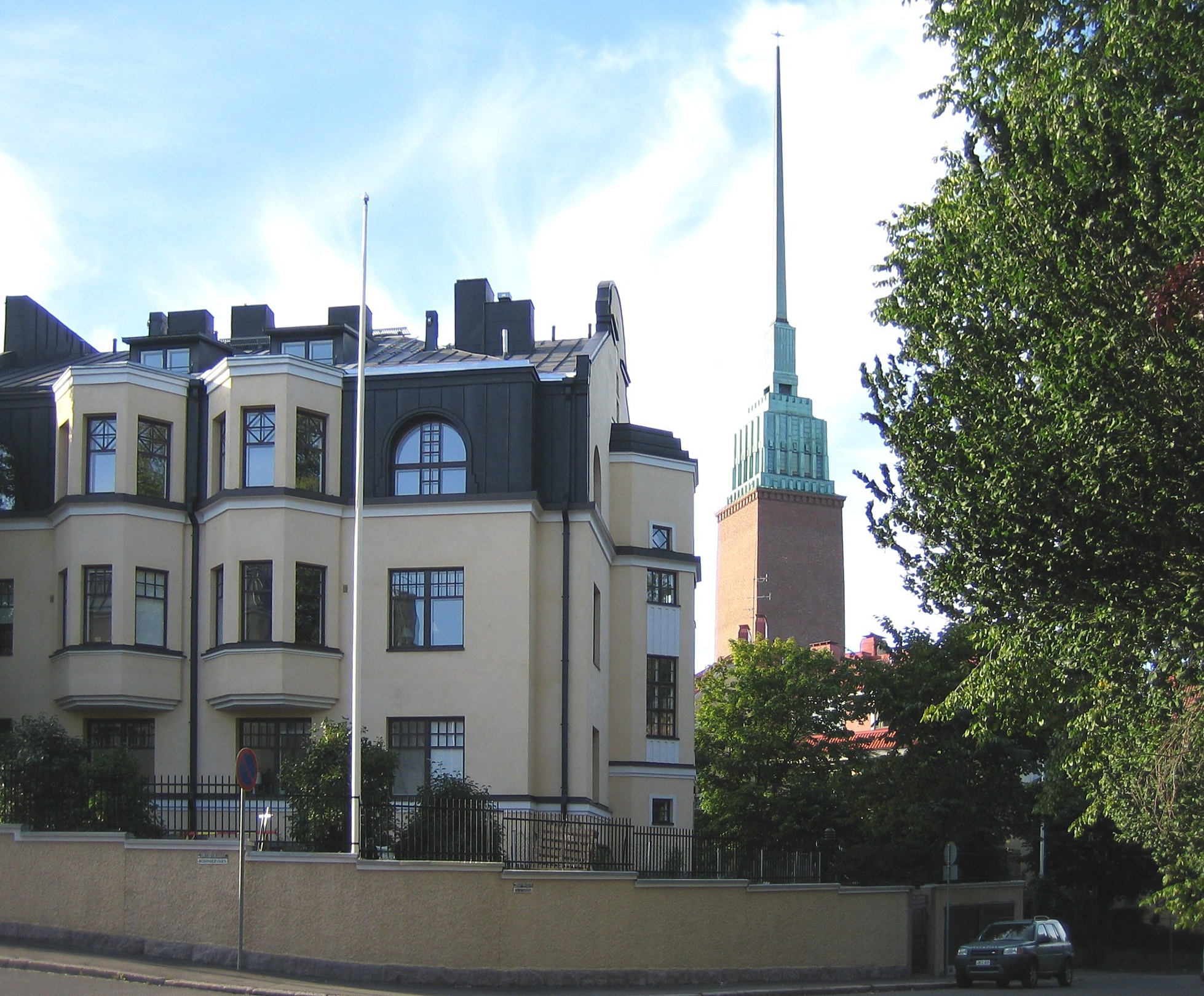
Villa à Eira